# Saint-Michel, Loiret
Saint-Michel är en kommun i departementet Loiret i regionen Centre-Val de Loire strax norr Frankrikes mitt. Kommunen ligger i kantonen Beaune-la-Rolande som tillhör arrondissementet Pithiviers. År 2022 hade Saint-Michel 149 invånare.

## Befolkningsutveckling
Antalet invånare i kommunen Saint-Michel
| Referens: INSEE |